# Clavigeroniscus mussaui
Clavigeroniscus mussaui is een pissebed uit de familie Styloniscidae. De wetenschappelijke naam van de soort is voor het eerst geldig gepubliceerd in 1973 door Vandel.